# 스티페 에르체그
스티페 에르체그(Stipe Erceg, 1974년 10월 30일 ~ )는 독일의 배우이다.

## 출연 작품
- 히든 리저브 (2016)
- 볼트 (2016)
- 택시 (2015)
- 뱀파이어 자매 2 (2014)
- 엘릭서 (2014)
- 로빈 후드 (2013)
- 뱀파이어 시스터 (2012)
- 오퍼레이션 리베르타드 (2012)
- 모스크바 탈출 (2012)
- 블라우비어블라우 (2011)
- 헬 (2011)
- 언노운 (2011)
- 우먼 위드 어 브로큰 노즈 (2010)
- 알바니아인 (2010)
- 더 본 맨 (2009)
- 환상통 (2009)
- 바더 마인호프 (2008)
- 단지 유령일 뿐 (2006)
- 약지의 표본 (2005)
- 유고트립 (2004)
- 돈 룩 포 미 (2004)
- 에쥬케이터 (2004)